# Laguna de Río Cuarto
La laguna de Río Cuarto es un lago de origen volcánico (maar) ubicado a 1 km al noroeste de la ciudad de Río Cuarto cabecera del cantón homónimo en la provincia de Alajuela en Costa Rica.

## Geomorfología
La superficie de la laguna es de 0.34 km² (unos 34 hectáreas), un diámetro de 700 m, con un perímetro de 2 km y su profundidad varía de los 30 metros en la orilla a unos 66m de máxima profundidad en el centro (es la laguna natural más profunda de Costa Rica).
Con una forma oblonga, está alimentada por pequeñas cascadas en medio de un bosque tropical húmedo. Las paredes de la laguna son de pendiente moderada a verticales. 
Al oeste de la laguna se observa una morfología plano-ondulada en correspondencia con un llano de lava. Sobre una fractura cortical profunda junto con el Volcán Poás, el volcán Congo, y el conjunto Bosque Alegre, debido a que se encuentran alineados en dirección N-S.

## Geología
Las paredes de la laguna están constituidas por bloques de lava subangulares y cantos rodados que flotan en una matriz limo-arcillosa. En el sector occidental se observan algunos lapilli y coladas de lava más antiguas, no relacionadas con el volcán.
No hay actividad secundaria importante o evidente, por lo que es un volcán dormido, salvo los cambios de color de sus aguas, hacia tonos rojizos, un tema abierto aún a discusión de si se trata de actividad volcánica o de un fenómeno limnológico-climatológico.